# Prosopis chilensis
Prosopis chilensis är en ärtväxtart som först beskrevs av Juan Ignacio Molina, och fick sitt nu gällande namn av Stephen Conrad Stuntz. Prosopis chilensis ingår i släktet Prosopis och familjen ärtväxter.

## Underarter
Arten delas in i följande underarter:
- P. c. catamarcana
- P. c. chilensis
- P. c. riojana

## Bildgalleri

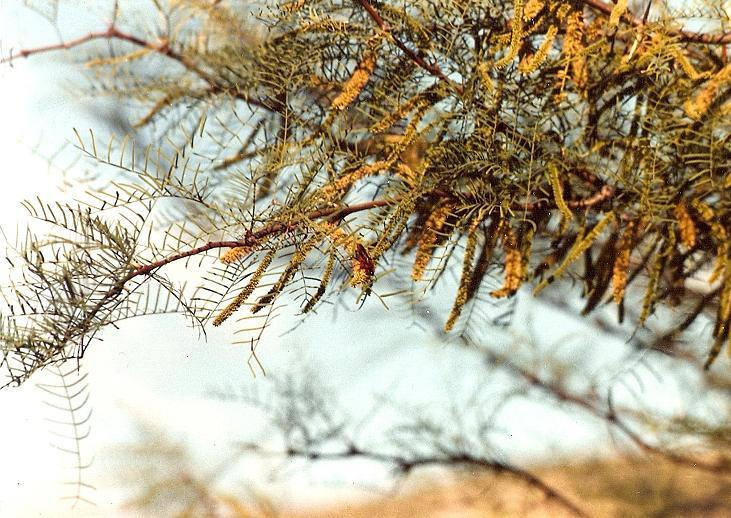
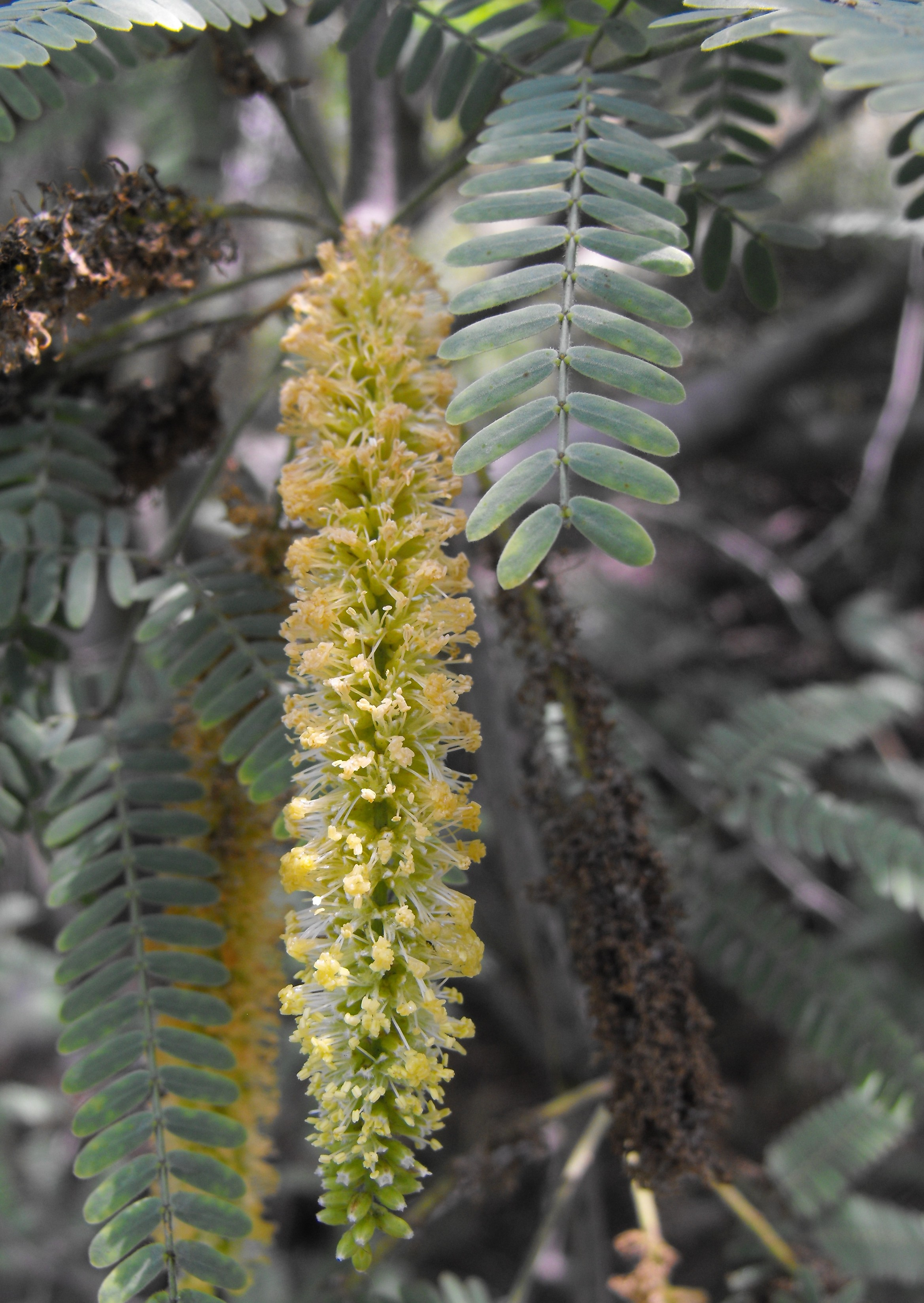
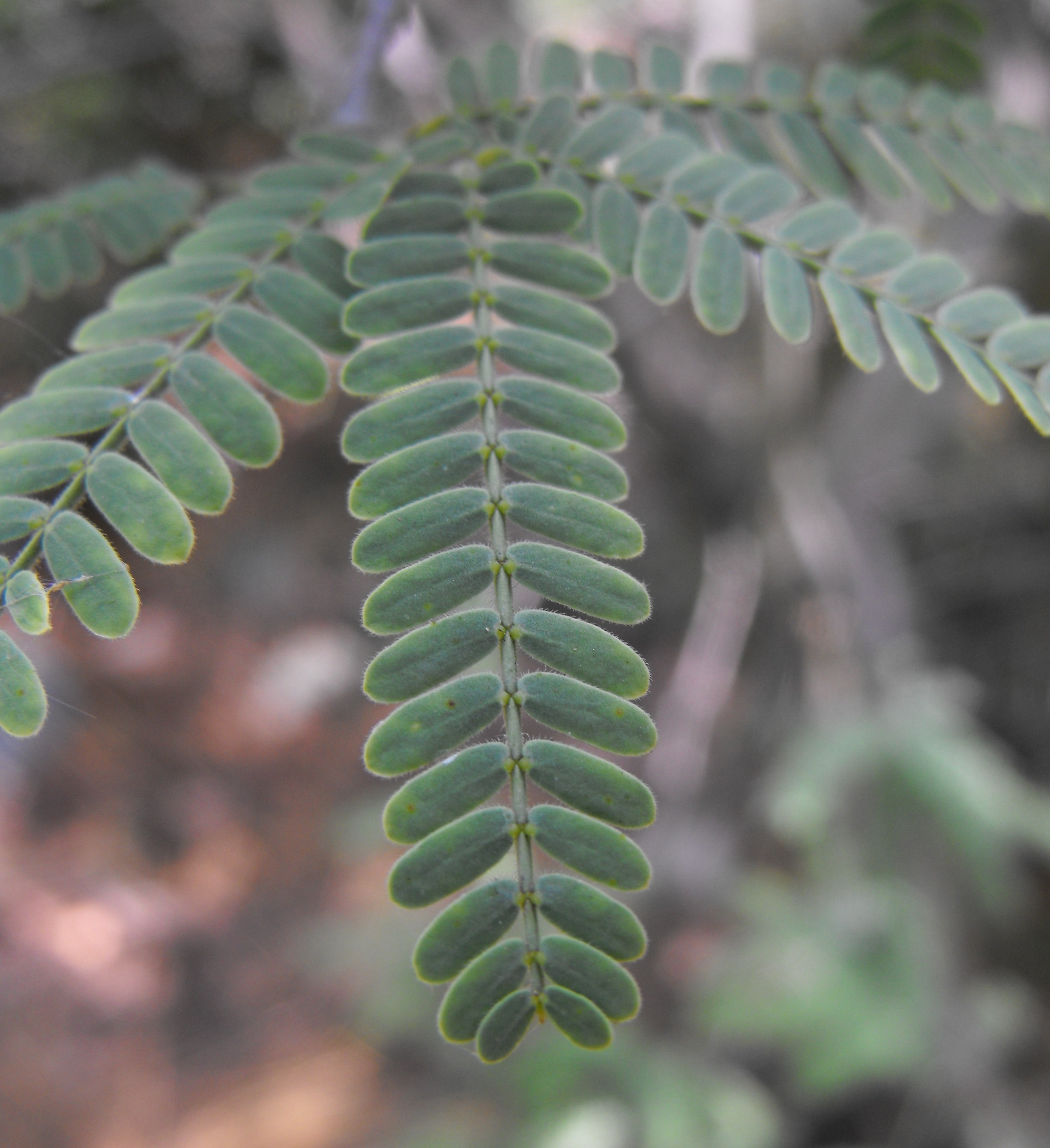